# Juan Ehlert
Juan Elhert, cuyo nombre de origen era Hans Elhert (Bremen, Alemania, 18 de marzo de 1901-Argentina, 28 de agosto de 1982) fue un violinista y compositor alemán que se radicó y trabajó en Argentina. Además de haber tenido su propia orquesta, se destacó por haber musicalizado más de sesenta películas.

## Actividad profesional
Llegó a la Argentina huyendo de la guerra europea y trabajó como músico. En una gira Ehlert conoció y se enamoró de una zarateña y se radicó en esa ciudad, donde fundó un conservatorio musical y organizó una orquesta que tocaba en fiestas, confiterías y lugares bailables. 
Algunos de quienes pasaron por su academia y por su orquesta llegaron a ser renombrados músicos, como por ejemplo Armando Pontier, Cristóbal Herreros, Héctor Stamponi y Enrique Mario Francini, estos dos últimos de la ciudad vecina de Campana.
En 1937 los integrantes de la orquesta se mudaron a Buenos Aires para actuar en un difundido programa de Radio Prieto que se llamaba Las matinées de Juan Manuel. La mayoría se radicó definitivamente en esta ciudad y Juan Ehlert se convirtió en un exitoso musicalizador de filmes.

## Premio
Por la película La orquídea la Academia de Artes y Ciencias Cinematográficas de la Argentina le otorgó el premio Cóndor Académico a la mejor partitura musical de 1951, por Dios se lo pague lo galardonó con una mención especial y por Nacha Regules le otorgó una distinción similar.

## Filmografía
Musicalización;
- Asalto a la ciudad    (1968)
- Aquello que amamos     (1959)
- Salitre     (1959)
- La venenosa     (1958)
- Procesado 1040     (1958)
- Socios para la aventura     (1958)
- La hermosa mentira     (1958)
- La casa del ángel     (1957)
- Sección desaparecidos     (1956)
- Oro bajo     (1956)
- Graciela     (1956)
- Alejandra     (1956)
- Crisol de hombres (1954)
- El abuelo    (1954)
- El Conde de Montecristo     (1953)
- La dama del mar     (1954)
- El vampiro negro     (1953)
- Acorralada     (1953)
- Fin de mes     (1953)
- La de los ojos color del tiempo     (1952)
- Vuelva el primero     (1952)
- Especialista en señoras     (1951/I)
- Native Son     (1951)
- La vida color de rosa     (1951)
- La orquídea     (1951)
- Escuela de campeones     (1950)
- Pasaporte a Río     (1950)
- Marihuana     (1950)
- La muerte está mintiendo     (1950)
- Nacha Regules     (1950)
- Piantadino     (1950)
- Danza del fuego     (1949)
- Diez segundos     (1949)
- Vidalita     (1949)
- Se llamaba Carlos Gardel     (1949)
- El barco sale a las diez     (1948)
- Dios se lo pague     (1948)
- El tambor de Tacuarí     (1948)
- Mis cinco hijos     (1948)
- Tierra del Fuego     (1948)
- Siete para un secreto     (1947)
- El hombre que amé     (1947)
- Un ángel sin pantalones     (1947)
- Tela de araña  o  El misterioso tío Sylas   (1947)
- El misterio del cuarto amarillo     (1947)
- A sangre fría     (1947)
- Como tú lo soñaste     (1947)
- Nunca te diré adiós     (1947)
- Los tres mosqueteros (1946)
- Viaje sin regreso     (1946)
- Pampa bárbara     (1945)
- Se abre el abismo     (1945)
- Dos ángeles y un pecador     (1945)
- Todo un hombre     (1943)
- La guerra gaucha     (1942)
- El viaje     (1942)
- El viejo Hucha     (1942)
- El cura gaucho     (1941)
- Corazón de turco     (1940)

Director musical
- Simiente humana     (1959)
- El secuestrador     (1958)
- Los problemas de papá     (1954)
- Por ellos... todo     (1948)
- La quinta calumnia     (1941)

Actor
- El túnel     (1952)